# كارل ريتر (مخرج أفلام)
كارل ريتر (بالألمانية: Karl Ritter)‏ (و. 1888 – 1977 م) هو مخرج أفلام، وكاتب سيناريو، ومنتج أفلام ألماني، ولد في فورتسبورغ، كان عضوًا في الحزب النازي، توفي في بوينس آيرس، عن عمر يناهز 89 عاماً.

## وصلات خارجية
- كارل ريتتير على موقع IMDb (الإنجليزية)
- كارل ريتتير على موقع مونزينجر (الألمانية)
- كارل ريتتير على موقع ألو سيني (الفرنسية)
- كارل ريتتير على موقع أول موفي (الإنجليزية)
- كارل ريتتير على موقع قاعدة بيانات الأفلام السويدية (السويدية)
- كارل ريتتير على موقع قاعدة بيانات الفيلم (الإنجليزية)
- كارل ريتتير على موقع كينوبويسك (الروسية)